# The Sorrow

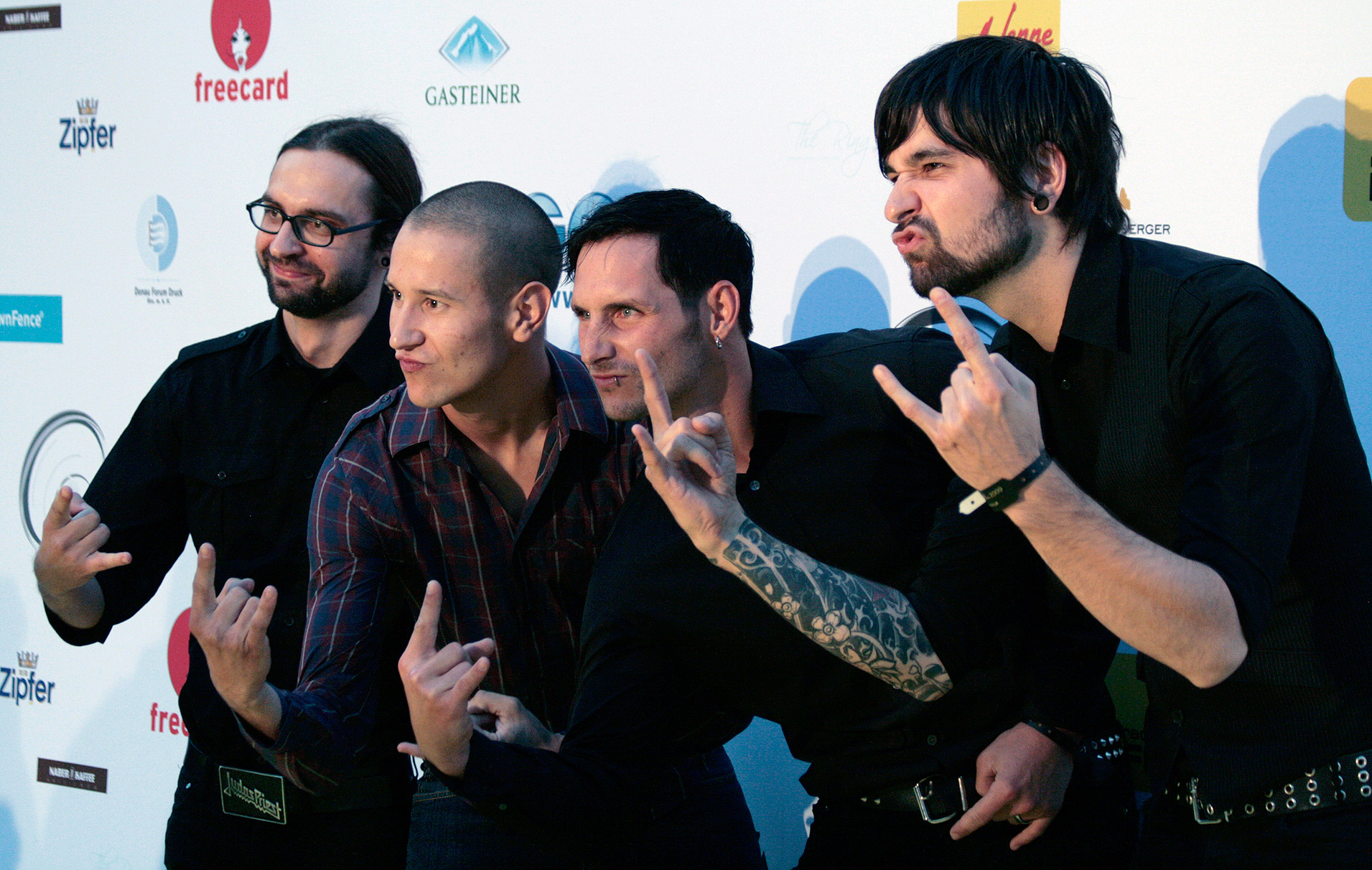
The Sorrow (Amadeus Austrian Music Award 2009)

The Sorrow war eine Metalcore-Band aus Vorarlberg in Österreich.

## Geschichte
Die Band wurde 2005 von den jetzigen Bandmitgliedern gegründet. Mathias „Mätze“ Schlegel und Andreas „Andi“ Mäser spielten jahrelang in der Band Disconnected, Dominik „Dewey“ Immler und Tobias „Tobi“ Schedler in der Hardcore-Band Distance. Dominik stieg bei Disconnected ein und später ersetzte Tobi den Bassisten der Band, womit die aktuelle Besetzung vollständig war.
2006 erhielt The Sorrow einen Plattenvertrag bei Drakkar Records. Am 27. Juli 2007 erschien ihr Debütalbum Blessings from a Blackened Sky, das von der Zeitschrift Metal Hammer als „Album des Monats August 2007“ ausgewählt wurde, welcher einige Monate zuvor die Auszeichnung zum „Demo des Monats“ vorausging. Kurze Zeit später, am 2. August 2007, trat die Band beim Wacken-Open-Air-Festival auf. Im Herbst gingen sie mit der Band DevilDriver auf Europatournee und im Februar folgte dann die erste Headliner-Tour zusammen mit Misery Speaks und Grantig als Support. Für März 2008 waren The Sorrow als Support für die anstehende Europa-Tour von Chimaira bestätigt. Weiteres waren sie am 13. Juni 2008 auf dem Nova Rock Festival vertreten und traten als erste Band des Tages auf.
Das zweite Studioalbum Origin of the Storm wurde am 27. Februar 2009 veröffentlicht. In Österreich ist es auf Platz 25 der Verkaufscharts eingestiegen, in Deutschland erreichte es Platz 56. Bei den Amadeus Austrian Music Awards 2009 gewann die Band in der Kategorie „Hard&Heavy“. Am 29. Oktober 2010 erschien das selbstbetitelte Album The Sorrow, am 26. Oktober 2012 das vierte Studioalbum Misery Escape. Die Band löste sich am 15. März 2017 auf.

## Stil
Ihr Stil lag im Bereich des Metalcores, besaß aber auch Einflüsse des Melodic Death Metal. Sänger und Gitarrist „Mätze“ benutzte hauptsächlich Screaming, sang aber auch klar. Die Musik ließ sich am besten als Mischung aus den Bands In Flames, Killswitch Engage und Caliban beschreiben.

## Diskografie
| Jahr | Titel Musiklabel                               | Höchstplatzierung, Gesamtwochen, AuszeichnungChartplatzierungen (Jahr, Titel, Musiklabel, Platzierungen, Wochen, Auszeichnungen, Anmerkungen) | Höchstplatzierung, Gesamtwochen, AuszeichnungChartplatzierungen (Jahr, Titel, Musiklabel, Platzierungen, Wochen, Auszeichnungen, Anmerkungen) | Anmerkungen                             |
| Jahr | Titel Musiklabel                               | DE | AT | Anmerkungen                             |
| ---- | ---------------------------------------------- | --- | --- | --------------------------------------- |
| 2007 | Blessings from a Blackened Sky Drakkar Records | — | — | Erstveröffentlichung: 27. April 2007    |
| 2009 | Origin of the Storm Drakkar Records            | DE56 (1 Wo.)DE | AT25 (2 Wo.)AT | Erstveröffentlichung: 27. Februar 2009  |
| 2010 | The Sorrow Drakkar Records                     | — | AT24 (2 Wo.)AT | Erstveröffentlichung: 29.- Oktober 2010 |
| 2012 | Misery Escape Napalm Records                   | DE94 (2 Wo.)DE | AT18 (1 Wo.)AT | Erstveröffentlichung: 26. Oktober 2012  |